# Xysticus abramovi
Xysticus abramovi är en spindelart som beskrevs av Yuri M. Marusik och Dmitri Viktorovich Logunov 1995. Xysticus abramovi ingår i släktet Xysticus och familjen krabbspindlar. Inga underarter finns listade i Catalogue of Life.